# كارلوس رافاييل فرنانديز
كارلوس رافاييل فرنانديز (بالإسبانية: Carlos Rafael Fernández)‏ هو اقتصادي وسياسي أرجنتيني، ولد في 1954 في لابلاتا في الأرجنتين. حزبياً، نشط في الحزب العدلي.